# クリフォード・コフィン
クリフォード・コフィン（Clifford Coffin、1913年6月18日-1972年2月3日）は、アメリカの写真家。主としてファッション写真の分野で活躍した。
コフィンは、アメリカ北部・中西部のシカゴに生まれた。西部カリフォルニア州ロサンゼルスのUCLAで経営学を学び、当初は、会計士などの複数の仕事を経験した。その間、写真も自ら学んでいる。自分からアレクサンダー・リーバーマンにコンタクトをとり、1940年代、1950年代に、ファッション雑誌ヴォーグで活躍した。彼は、ヴォーグの失われた最高の写真家と呼ばれることもある。アメリカとヨーロッパを行き来し、アメリカのUS VogueでもヨーロッパのVogue Franceでも活躍。カラフルなカラー作品を得意とした。
ジョージ・プラット・ラインスにも学び、メール・ヌードも撮影した。
1960年代初頭には写真から離れた。1965年には火事でその作品の多くを失っている。
コフィンは、カリフォルニア州パサデナにおいて、食道がんで死去した。

## 日本での展覧会
- クリフォード・コフィン写真展、伊勢丹美術館、主催・日本経済新聞社、2000年（展覧会カタログは、アプトインターナショナル編）

## 欧米での展覧会
- National Portrait Galley（ロンドン）での個展（1997年）